# Ножай-Юртовский район
Ножа́й-Ю́ртовский район (чечен. Нажи-Йуьртан кӀошт) — административно-территориальная единица и муниципальное образование (муниципальный район) в составе Чеченской Республики Российской Федерации.
Административный центр — село Ножай-Юрт.

## География
Муниципальный район расположен в восточной части Чечни, в переходной зоне от предгорной в горную на юго-востоке Чеченской Республики. Граничит на востоке и юге — с Дагестаном, на севере — с Гудермесским районом, на западе — с Веденским и Курчалоевским районами.
Площадь территории района составляет — 628,81 км².

Протяженность с запада на восток — 28,3 км, с севера на юг — 39 км.

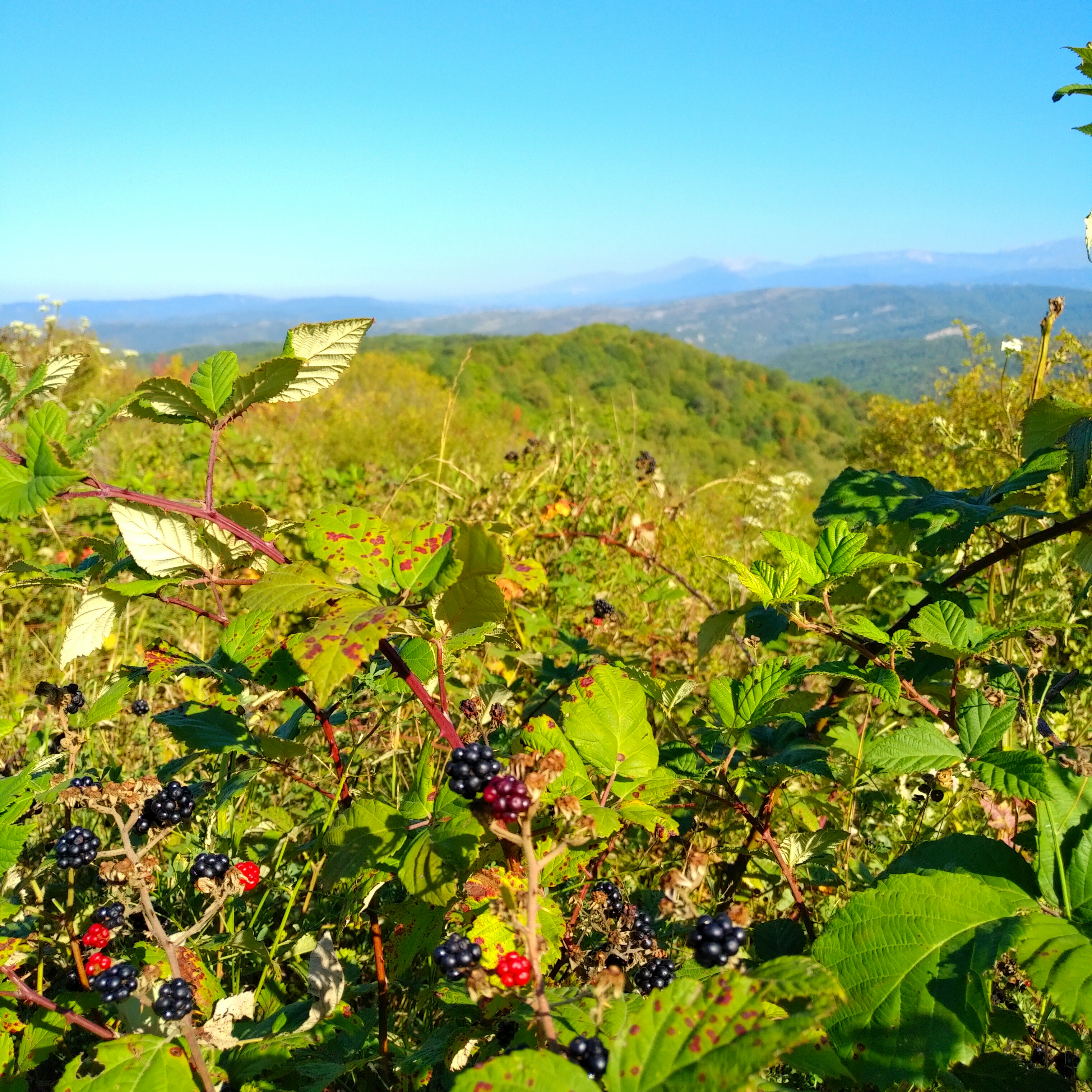
В окрестности Гордали.

Северная часть системы расселения Ножай-Юртовского района входит в крупную южную горную систему расселения республики, расположенную в зоне среднегорья. Несмотря на значительно большое количество населенных пунктов расположенных в районе, проживает меньше количество населения по сравнению с населенными пунктами равнинной части Чеченской Республики из-за иного характера землепользования в горах, меньшими резервами территории не позволяющие развивать крупные населенные пункты, ограничениями наложенные на градостроительную деятельность условиями и опасными природными процессами. Территория района характеризуется сложными и особо сложными условиями для строительства, недостаточной обеспеченностью подземными водами, высокой сейсмичностью территории, оползневыми процессами.
Несмотря на небольшую площадь территорий при средней численности населения, район имеет высокие показатели плотности населения, которая составляет 101 чел/кв.км.
Климат умеренный, среднегодовая сумма осадков составляет около 500 мм. Территория района относится к типам почв:
- Бурные горно-лесные;
- Горные лесо-луговые;
- Субальпийский.

Рельеф среднесложный (на севере), сложный, на остальной части района, крутые горные хребты, на юге — отроги Большого Кавказского хребта.
В районе протекают реки:
- Ярыксу;
- Аксай.

Природно-климатические и экономические условия позволяют полностью обеспечить потребности населения муниципального образования сельскохозяйственной продукцией, как зерно, овощи, фрукты, ягоды, животноводческими продуктами мясо-молочного направления.

## История

### В древности
На территории района имеются памятники архитектуры и археологии, охватывающие периоды от ранней бронзы до средневековья:
- На территории Аллероя в 1882 году Семёновым исследованы захоронения в каменных ящиках, которые относятся к кобанской культуре. По-видимому, в них были обнаружены две волчьи головки, которые хранятся в Кавказском музее в Тифлисе.
- В дневниках Н. С. Семёнова, которые хранились в фондах Национального музея Чеченской Республики до начала военных действий 1994—1996 годов, был найден обширный материал, относящийся к скифо-сарматскому времени. Среди него выделяются рисунки целых и фрагментированных прямоугольных блях, а также одной круглой. Все эти находки были сделаны в окрестностях селений Корен-Беной и Гордали.
- В 1902 году В. И. Долбежев обнаружил грунтовый могильник скифской эпохи в окрестностях Мескеты, а также могильник, состоящий из каменных ящиков, расположенный в километре от села, который, по оценкам учёных, относится к 1 тысячелетию до нашей эры.
- В период с 1958 по 1968 годы Р. М. Мунчаев провел археологические исследования Яман-Суйского могильника, Бети-Мохкских 1-го и 2-го могильников, были обнаружены каменные антропоморфные изваяния в виде человеческой фигуры в селениях Бетти-Мохк и Мескеты.
- В 2018 году при раскопках в Бетти-Мохк обнаружены захоронения аланской культуры VII—IX веков. Были исследованы 5 индивидуальных катакомбных захоронений, в одном из которых был обнаружен инвентарь[5][6].
- В период с 1961 по 1965 годы В. И. Марковин проводил археологические исследования в данном регионе, в ходе которых были обнаружены и изучены различные памятники. К ним относятся Байтаркинское поселение, Согунтинский могильник, Балансуйские могильник и поселение, Зандакский могильник, поселения Зандак 1 и 2, Галайтинский 1-й могильник, Гилянское поселение, Байтаркинский могильник, Галайтинское городище, а также каменные антропоморфные изваяния — стелы, найденные в населённых пунктах Галайты, Мескеты, Замай-Юрт и Гордали. Кроме того, ссылаясь на свидетельства местных жителей, учёный упоминает о наскальных изображениях, расположенных в селении Байтарки.
- В ходе археологических исследований, проведенных Умаровым С. Ц. в 1965 году восточнее селения Балансу, был обнаружен могильник, датируемый периодом с V века до н. э. по III век нашей эры. В 1966 году им также были найдены средневековый могильник и поселение на окраине селения Центарой, в районе местности Юрташ-ти. Кроме того, здесь было выявлено позднесредневековое поселение в местности Юрт-дук, расположенной на восточной окраине Центароя. В 1967 году в Юрт-Дук Умаров обнаружил средневековый могильник.
- В 1967 году В. Б. Виноградов обнаружил могильник и поселение сарматского периода в районе селения Ножай-Юрт. В 1969 году он также выявил раннесредневековое поселение и могильник, датируемый V—I веками до нашей эры.
- На восточной окраине Ножай-Юрта на вершине «Боьхч-берд» (разрушенная гора) в эпоху раннего средневековья существовало поселение. У восточного подножия данной вершины находится средневековый могильник, датируемый V—VII веками[7].
- В 1967 году в селении Гендерген был обнаружен могильник, состоящий из каменных ящиков, который датируют первыми веками нашей эры.
- В 1968 году Умаров С. Ц. выявил поселение на окраине Замай-Юрт. В 1982 году в окрестностях селения Замай-Юрт был открыт и частично исследован разрушенный в процессе строительства могильник, относящийся ко второй половине II тысячелетия до нашей эры — середине I тысячелетия нашей эры. Он включает в себя каменные ящики и гробницы, а также было найдено каменное изваяние, датируемое VI—V веками до нашей эры, с детальной проработкой элементов одежды и экипировки.
- С 1969 по 1976 год на территории района в различных экспедициях участвовал М. Х. Ошаев. В ходе своих исследований он в разное время обнаружил у села Шуани в разрушенных погребениях каменный желобчатый топорик, кремневые ретушированные наконечники стрел, ножевидные пластины и вкладыши для серпа, датируемые VI—V веками до нашей эры. У села Ножай-Юрт были найдены каменный клиновидный топор с желобами и бронзовый топор, относящийся к середине II тысячелетия до нашей эры. Также у села Беной был обнаружен песчаниковый желобчатый топор, датируемый III тысячелетием до нашей эры
- В 1974 году известный чеченский археолог и специалист по Кавказу М. Х. Багаев обнаружил могильник скифского периода в окрестностях селения Галайты. В 1974 и 1985 годах он провёл на этом объекте стационарные археологические раскопки. В ходе первой экспедиции было найдено четыре антропоморфные стелы, а в ходе второй — еще пять, которые датируются VI—V веками до нашей эры. В 1975 году М. Х. Багаев провел археологические исследования в окрестностях селения Бетти-Мохк, в результате которых были выявлены три ранее не задокументированных могильника, относящихся к концу II—I тысячелетия до нашей эры. В 1977 году в районе второго могильника Галайты М. Х. Багаев выявил два поселения, материалы которых соответствуют времени данного могильника. В 1978 году он также обнаружил могильник, состоящий из каменных ящиков, на высоком левом берегу реки Аксай у Шовхал-Берды, который, вероятно, датируется II тысячелетием до нашей эры. В 1985 году на территории уже известного могильника в селении Замай-Юрт были найдены два каменных антропоморфных изваяния, относящихся к VI—V векам до нашей эры.
- В 2014 году в селе Гордали археологами был обнаружен могильник, включающий в себя каменные ящики и грунтовые захоронения, возраст которых предположительно относится к XVII — началу XVIII веков.
- В 2017 году на северо-западе села Беной-Ведено жители обнаружили грунтовый могильник, датируемый ранним средневековьем. Также археологам были переданы находки, сделанные вблизи села Айти-Мохк. В их состав вошли фрагмент небольшого каменного топора с желобчатой поверхностью, фрагмент ручки глиняного кувшина (III век до н. э.—V век н. э.) и железный наконечник стрелы, датируемый поздним средневековьем (XIV—XV веками н. э.). В период проведения дорожных работ в селении Бетти-Мохк археологам были предоставлены жителями этого поселения фрагменты конской сбруи. В состав набора входят 26 золотых накладок для уздечки и железные псалии. Археологические находки, относящиеся к аланской культуре, предположительно датируются VII—IX веками нашей эры.
- В 2018 году С. Х. Исаев провел разведочные раскопки в 400 м южнее селения Бетти-Мохк, где ранее местные жители нашли конскую сбрую. В катакомбе обнаружили погребение взрослого и ребенка. Среди находок — три глазчатые стеклянные бусины, фрагмент железного ножа и бронзовая пряжка от ремешка. Могильник относится к аланской археологической культуре и датируется VII—IX веками нашей эры.

### Ножай-Юртовский район
Ножай-Юртовский район был образован из бывшего 2-го участка Веденского округа Постановлением Чеченского облисполкома 30 марта 1923 года.
14 сентября 1925 года Ножай-Юртовский округ был переименован в Яссинский, 3 октября того же года Яссинский округ был переименован в Саясановский постановлением ЧечоблЦИКа. 8 марта 1926 года Саясановский округ был вновь переименован в Ножай-Юртовский округ уже постановлением Президиума ВЦИК.
Постановлением Президиума ВЦИК от 30 сентября 1931 года округа Чечено-Ингушской Автономной области переименованы в районы без изменения объёма их прав.
В 1932 году произошло восстание против принудительной коллективизации.
15 января 1934 года Постановлением ВЦИК образована Чечено-Ингушская Автономная область, Ножай-Юртовский район вошел в её состав.
Указом Президиума Верховного Совета СССР 7 марта 1944 года, при упразднении Чечено-Ингушской АССР, Ножай-Юртовский район был переименован в Андалалский и передан в состав Дагестанской АССР.
9 января 1957 года, при восстановлении Чечено-Ингушской АССР, Андалалский район был возвращён в его состав. 10 апреля того же года Андалалский район был переименован в Ножай-Юртовский. 13 мая 1961 года к Ножай-Юртовскому району была присоединена часть территории упразднённого Саясановского района.

## Образование
В Ножай-Юртовском муниципальном районе по состоянию на 08.12.2022 г. функционируют 54 образовательных организаций. Из них:
- 50 дневных школ.
- 4 учреждения дополнительного образования.

Все образовательные организации имеют лицензии, прошли государственную аттестацию и аккредитацию. В отрасли трудится всего 2559.

## Культура
В Ножай-Юртовском муниципальном районе функционирует 77 учреждений культуры из них 6 имеют статус юридического лица, на 2275 посадочных мест:
- МУ «Отдел культуры Ножай-Юртовского муниципального района».
- МБУ «Централизованная бухгалтерия учреждений культуры отдела культуры Ножай-Юртовского муниципального района».
- МКУ «Централизованная библиотечная система Ножай-Юртовского муниципального района».
- Центральная районная библиотека.
- Центральная детская библиотека.
- МКУК «Районный Дворец культуры им. И. Г. Усманова» Ножай-Юртовского муниципального района.
- МБУ ДО «Детская школа искусств» Ножай-Юртовского муниципального района.
- МКОУ ДО «Детская музыкальная школа» Ножай-Юртовского муниципального района.

## Экономика

### Промышленность
- ГУП «Ножай-Юртовский кирпичный завод» (Производство керамического кирпича)
- ГУДП «Асфальт-4» (Производит асфальт, ремонт и содержание дорог)
- ГУДП-5 (Занимается строительством автомобильных дорог и автомагистралей)
- Ножай-Юртовское ГУДЭП (Занимается строительством автомобильных дорог и автомагистралей)

### Сельское хозяйство
На территории Ножай-Юртовского района функционирует 187 сельскохозяйственных предприятий, организаций, хозяйств, самые крупные из них:
- ГУП "Госхоз «Гагарина» (Зерновые, травы)
- ГУП "Госхоз «Вайнах» (Зерновые)
- ГУП "Госхоз «Орджоникидзе» (Зерновые)
- ООО «Сидык» (Зерновые, травы)
- ООО «Беркат» (Зерновые, травы)
- ООО «Мага-М» (Травы)
- ООО «Элина» (Травы)
- ПСК «КФХ Серп» (Зерновые)
- ООО "Агрофирма «Шамхан» (Травы)

## Население
| 2002    | 2009    | 2010    | 2012    | 2013    | 2014    | 2015    |
| ------- | ------- | ------- | ------- | ------- | ------- | ------- |
| 40 542  | ↗46 391 | ↗49 445 | ↗51 150 | ↗52 346 | ↗53 821 | ↗54 980 |
| 2016    | 2017    | 2018    | 2019    | 2020    | 2021    | 2023    |
| ↗56 296 | ↗57 762 | ↗59 164 | ↗60 458 | ↗61 466 | ↘54 273 | ↗55 661 |
| 2024    |         |         |         |         |         |         |
| ↗56 999 |         |         |         |         |         |         |

### Национальный состав
По данным Всероссийской переписи населения 2010 года:
| Народ                   | Численность, чел. | Доля от всего населения, % |
| ----------------------- | ----------------- | -------------------------- |
| чеченцы                 | 48 384            | 97,85 %                    |
| другие                  | 943               | 1,91 %                     |
| не указали и отказались | 118               | 0,24 %                     |
| всего                   | 49 445            | 100,00 %                   |

В районе проживают представители многих чеченских тейпов, наиболее многочисленными из которых являются — Аллерой, Беной, Билтой, Гендаргеной, Гордалой, Зандакой, Сесаной, Цонтарой, Шоной, Энганой.
По итогам переписи населения 2020 года проживали следующие национальности (национальности менее 0,1 % и другое см. в сноске к строке «Другие»):
| Национальность | Численность, чел. | Доля     |
| -------------- | ----------------- | -------- |
| Чеченцы        | 54 167            | 99,80 %  |
| Другие         | 106               | 0,20 %   |
| Итого          | 54 273            | 100,00 % |

## Муниципально-территориальное устройство
В Ножай-Юртовский район входят 22 муниципальных образования со статусом сельских поселений:
| № на карте | Сельское поселение | Административный центр | Количество населённых пунктов | Население (чел.) | Площадь (км²) |
| ---------- | ------------------ | ---------------------- | ----------------------------- | ---------------- | ------------- |
| 1          | Айти-Мохкское      | село Айти-Мохк         | 1                             | ↗1617            | 13,77         |
| 2          | Аллеройское        | село Аллерой           | 5                             | ↗2620            | 65,18         |
| 3          | Байтаркинское      | село Байтарки          | 2                             | ↗2708            | 16,44         |
| 4          | Балансуйское       | село Балансу           | 1                             | ↗1873            | 11,58         |
| 5          | Беной-Веденское    | село Беной-Ведено      | 2                             | ↗2016            | 29,05         |
| 6          | Бенойское          | село Беной             | 9                             | ↗5445            | 59,00         |
| 7          | Галайтинское       | село Галайты           | 1                             | ↗2280            | 18,86         |
| 8          | Гендергенское      | село Гендерген         | 2                             | ↗1374            | 34,54         |
| 9          | Гилянинское        | село Гиляны            | 1                             | ↗1487            | 22,46         |
| 10         | Гордалинское       | село Гордали           | 4                             | ↗818             | 38,40         |
| 11         | Даттахское         | село Даттах            | 3                             | ↗2146            | 70,47         |
| 12         | Замай-Юртовское    | село Замай-Юрт         | 1                             | ↗1557            | 16,72         |
| 13         | Зандакское         | село Зандак            | 1                             | ↗6125            | 37,35         |
| 14         | Мескетинское       | село Мескеты           | 4                             | ↗6791            | 35,65         |
| 15         | Ножай-Юртовское    | село Ножай-Юрт         | 3                             | ↗10 403          | 69,50         |
| 16         | Рогун-Кажинское    | село Рогун-Кажа        | 4                             | ↘1178            | 10,17         |
| 17         | Саясанское         | село Саясан            | 1                             | ↗1301            | 14,47         |
| 18         | Симсирское         | село Симсир            | 1                             | ↗1576            | 12,87         |
| 19         | Центаройское       | село Центарой          | 1                             | ↗149             | 18,40         |
| 20         | Шовхал-Бердинское  | село Шовхал-Берды      | 3                             | ↗1621            | 9,05          |
| 21         | Шуанинское         | село Шуани             | 2                             | ↗506             | 8,00          |
| 22         | Энгенойское        | село Энгеной           | 1                             | ↗1408            | 17,00         |

## Населённые пункты
В Ножай-Юртовском районе 53 населённых пункта (все — сельские).
| №  | Населённый пункт | Тип  | Население | Сельское поселение |
| -- | ---------------- | ---- | --------- | ------------------ |
| 1  | Айти-Мохк        | село | ↗1617     | Айти-Мохкское      |
| 2  | Аллерой          | село | ↗1085     | Аллеройское        |
| 3  | Алхан-Хутор      | село | ↗898      | Бенойское          |
| 4  | Байтарки         | село | ↗1660     | Байтаркинское      |
| 5  | Балансу          | село | ↗1873     | Балансуйское       |
| 6  | Бас-Гордали      | село | ↗155      | Гордалинское       |
| 7  | Беной            | село | ↘1216     | Бенойское          |
| 8  | Беной-Ведено     | село | ↘2391     | Беной-Веденское    |
| 9  | Бетти-Мохк       | село | ↗955      | Мескетинское       |
| 10 | Бешил-Ирзу       | село | ↗261      | Шовхал-Бердинское  |
| 11 | Бильты           | село | ↗305      | Рогун-Кажинское    |
| 12 | Булгат-Ирзу      | село | ↗1059     | Даттахское         |
| 13 | Галайты          | село | ↗2280     | Галайтинское       |
| 14 | Гансолчу         | село | ↘225      | Аллеройское        |
| 15 | Гендерген        | село | ↗689      | Гендергенское      |
| 16 | Гиляны           | село | ↗1487     | Гилянинское        |
| 17 | Гордали          | село | ↘586      | Гордалинское       |
| 18 | Гуржи-Мохк       | село | ↗826      | Бенойское          |
| 19 | Даттах           | село | ↗911      | Даттахское         |
| 20 | Девлатби-Хутор   | село | ↗200      | Шовхал-Бердинское  |
| 21 | Денги-Юрт        | село | 475       | Бенойское          |
| 22 | Замай-Юрт        | село | ↗1557     | Замай-Юртовское    |
| 23 | Зандак           | село | ↗6125     | Зандакское         |
| 24 | Зандак-Ара       | село | ↗706      | Гендергенское      |
| 25 | Исай-Юрт         | село | ↗112      | Аллеройское        |
| 26 | Ишхой-Хутор      | село | ↗205      | Рогун-Кажинское    |
| 27 | Корен-Беной      | село | ↗368      | Бенойское          |
| 28 | Лем-Корц         | село | ↗188      | Беной-Веденское    |
| 29 | Макси-Хутор      | село | ↗48       | Гордалинское       |
| 30 | Малые Шуани      | село | ↗267      | Шуанинское         |
| 31 | Мескеты          | село | ↗4507     | Мескетинское       |
| 32 | Мехкешты         | село | ↗181      | Ножай-Юртовское    |
| 33 | Новый Замай-Юрт  | село | ↗137      | Мескетинское       |
| 34 | Ножай-Юрт        | село | ↗8330     | Ножай-Юртовское    |
| 35 | Ожи-Юрт          | село | 275       | Бенойское          |
| 36 | Оси-Юрт          | село | 358       | Бенойское          |
| 37 | Пачу             | село | ↗281      | Бенойское          |
| 38 | Рогун-Кажа       | село | ↗367      | Рогун-Кажинское    |
| 39 | Саясан           | село | ↗1301     | Саясанское         |
| 40 | Симсир           | село | ↗1576     | Симсирское         |
| 41 | Совраги          | село | ↗105      | Аллеройское        |
| 42 | Согунты          | село | ↗498      | Мескетинское       |
| 43 | Стерч-Керч       | село | ↗580      | Бенойское          |
| 44 | Татай-Хутор      | село | ↗537      | Байтаркинское      |
| 45 | Турты-Хутор      | село | ↘376      | Аллеройское        |
| 46 | Хашки-Мохк       | село | ↗40       | Гордалинское       |
| 47 | Хочи-Ара         | село | ↗323      | Рогун-Кажинское    |
| 48 | Центарой         | село | ↗149      | Центаройское       |
| 49 | Чечель-Хи        | село | ↗284      | Даттахское         |
| 50 | Чурч-Ирзу        | село | ↗1061     | Ножай-Юртовское    |
| 51 | Шовхал-Берды     | село | ↗840      | Шовхал-Бердинское  |
| 52 | Шуани            | село | ↘193      | Шуанинское         |
| 53 | Энгеной          | село | ↗1408     | Энгенойское        |

## Общая карта
| Численность населения населённых пунктов: |                       |
|                                           | Более 20 000 жителей  |
|                                           | 10 000—15 000 жителей |
|                                           | 5000—10 000 жителей   |
|                                           | 1000—5000 жителей     |
|                                           | 500—1000 жителей      |
|                                           | Менее 500 жителей     |